# Ścieżka huculska
Ścieżka huculska jest odmianą TRECU przystosowaną specjalnie dla koni huculskich.
Przeszkody, jakie mają do pokonania pary koń-jeździec na trasie tzw. "ścieżki":
- Przeszkody obowiązkowe (12):
  - kładka nad suchym rowem lub rowem z wodą
  - stromy zjazd
  - równoważnia
  - stromy wyjazd
  - niskie przejazdy
  - przejazd przez wodę/bród
  - bramka z zamknięciem
  - wąski przejazd, korytarz
  - skok przez stacjonatę
  - wiatrołom
  - kładka na podwyższeniu
  - labirynt

- Przeszkody dodatkowe, spośród których sędzia wybiera 4, które będą znajdowały się na trasie:
  - bramka saloon
  - wąska droga na wprost
  - wąska droga po łuku (w prawo lub w lewo)
  - skok posłuszeństwa
  - wskok na próg
  - zeskok z progu
  - slalom między tyczkami
  - bramka z firankami
  - przejazd przez rów
  - skok przez pień drzewa
  - żywopłot cofanie

Wymienione wyżej przeszkody są rozstawione na dystansie od 1500 do 2000 m. Zawodnik na koniu pokonuje trasę w ustalonej normie czasu i tempie 140–220 m/min.